# Montero
Montero ist ein ursprünglich berufsbezogener spanischer Familienname, abgeleitet von span. monte mit der Bedeutung „Berg“. Seltener kommt er auch als Vorname vor.

## Namensträger

### Familienname
- Alberto Sanguinetti Montero (* 1945), uruguayischer Geistlicher, römisch-katholischer Bischof von Canelones
- Amaia Montero (* 1976), spanische Musikerin, Leadsängerin der Band La Oreja de Van Gogh
- Ana Montero (* 1980), spanische Synchronschwimmerin
- Antonio Montero Moreno (1928–2022), spanischer Geistlicher, römisch-katholischer Erzbischof von Mérida-Badajoz
- Atanasio Bello Montero (1800–1876), venezolanischer Geiger, Dirigent, Operndirektor und Komponist
- Casandra Montero (* 1994), mexikanische Fußballspielerin
- David Montero (* 1974), spanischer Fußballspieler
- Diego González Montero (1588–1673), in Chile geborener spanischer Offizier, langjähriger Maestre de campo in Chile
- Edmundo Luis Flavio Abastoflor Montero (* 1943), bolivianischer Geistlicher, römisch-katholischer Erzbischof von La Paz
- Eugenio Montero Ríos (1832–1914), spanischer Politiker und Ministerpräsident
- Fredy Montero (* 1987), kolumbianischer Fußballspieler
- Gabriel Enrique Montero Umaña (* 1945), costa-ricanischer Ordensgeistlicher, römisch-katholischer Bischof von San Isidro de El General
- Gabriela Montero (* 1970), venezolanische Pianistin
- Germaine Montero (1909–2000), französische Sängerin und Schauspielerin
- Germán Montero, uruguayischer Fußballspieler
- Germán Montero (Sänger) (* 1979), mexikanischer Sänger
- Goyo Montero (* 1975), spanischer Balletttänzer, Ballettdirektor und Choreograf
- Irene Montero (* 1988), spanische Politikerin (Podemos)
- Isaac Montero (1936–2008), spanischer Schriftsteller und Drehbuchautor
- Isabel Montero de la Cámara (* 1942), costa-ricanische Diplomatin
- Javi Montero (* 1999), spanischer Fußballspieler
- Javier Gómez-Montero (* 1958), spanischer Romanist
- Jefferson Montero (* 1989), ecuadorianischer Fußballspieler
- José de Moraleda y Montero (1750–1810), spanischer Seefahrer und Kartograf
- José Luis Munuera Montero (* 1983), spanischer Fußballschiedsrichter
- Juan Montero (Fußballspieler) (1910–1939), chilenischer Fußballspieler
- Juan Esteban Montero Rodríguez (1879–1948), chilenischer Politiker und Staatspräsident
- Juan Manuel Montero Vázquez (1947–2012), spanischer Generalarzt und Militärinspekteur
- Julio Montero Castillo (* 1944), uruguayischer Fußballspieler
- Lizardo Montero Flores (1832–1905), peruanischer Politiker und Staatspräsident
- Luis García Montero (* 1958), spanischer Literaturkritiker und Schriftsteller
- Luciano Montero (1908–1993), spanischer Radrennfahrer
- María Jesús Montero (* 1966), spanische Politikerin und Mitglied der PSOE
- Maximiliano Montero (* 1988), uruguayischer Fußballspieler
- Mayra Montero (* 1952), kubanisch-puerto-ricanische Journalistin und Schriftstellerin
- Miguel Montero (Musiker) (1922–1975), argentinischer Tangosänger
- Miguel Montero (Baseballspieler) (* 1983), venezolanischer Baseballspieler
- Miguel Montero Muela (* 1951), spanischer Schriftsteller und Goldschmied
- Mónica Montero (* 2003), chilenische Leichtathletin
- Paolo Montero (* 1971), uruguayischer Fußballspieler
- Rafael Montero (Radsportler)  (1913–1962), chilenischer Radrennfahrer
- Rafael Montero (Filmschaffender) (* 1953), mexikanischer Filmschaffender
- Rafael Montero (Baseballspieler) (* 1990), dominikanischer Baseballspieler
- René Montero (* 1979), kubanischer Ringer
- Ricardo Montero (Radsportler) (1902–1974), spanischer Radrennfahrer
- Ricardo Montero (Schiedsrichter) (* 1986), costa-ricanischer Fußballschiedsrichter
- Roberto Bianchi Montero (1907–1986), italienischer Filmregisseur, Drehbuchautor und Schauspieler
- Rosa Montero Gayo (* 1951), spanische Journalistin und Schriftstellerin
- Simón Sánchez Montero (1915–2006), spanischer Politiker, Autor und Journalist
- Teresa Montero (* 1967), peruanische Badmintonspielerin
- Victoria Montero (* 1991), mexikanische Badmintonspielerin
- Winston Méndez Montero (* 1974), dominikanischer Boxer

### Vorname
- Montero Lamar Hill (* 1999), bürgerlicher Name des US-amerikanischen Rappers Lil Nas X

## Sonstiges
- In spanischsprachigen Ländern und den Vereinigten Staaten ist Montero der Name des Mitsubishi Pajero.